# Jesse A. Ladd

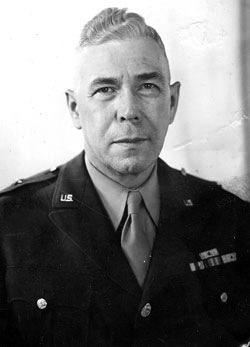
Jesse A. Ladd

Jesse Amos Ladd (* 21. September 1887 in Bradner, Wood County, Ohio; † 14. Dezember 1957 in San Francisco, Kalifornien) war ein Brigadegeneral der United States Army. Er war unter anderem Kommandeur der 9. Infanteriedivision.

## Leben
Jesse Ladd war ein Sohn von Rechtsanwalt Jonathan Elmore Ladd (1863–1930) und dessen Frau Adda Jennings (1864–1944). In den Jahren 1907 bis 1911 durchlief er die United States Military Academy in West Point. Nach seiner Graduation wurde er als Leutnant in das Offizierskorps des US-Heeres aufgenommen. In der Armee durchlief er anschließend alle Offiziersränge vom Leutnant bis zum Brigadegeneral.

## Militärische Laufbahn
Im Lauf seiner militärischen Karriere absolvierte Ladd verschiedene Kurse und Schulungen. Dazu gehörten unter anderem die Infantry School, die Tank School, das Command and General Staff College und das United States Army War College.
In seinen jüngeren Jahren absolvierte er den für Offiziere in den niederen Rangstufen üblichen Dienst in verschiedenen Einheiten und Standorten. Im Jahr 1916 war er während der Mexikanischen Expedition an der Grenze zu diesem Nachbarland stationiert. Dabei nahm er auch an der Expedition selbst teil. Im Ersten Weltkrieg war er nicht eingesetzt, bekleidete vielmehr zu jener Zeit verschiedene Positionen als Ausbilder und Inspekteur von Truppenteilen. Im Jahr 1919 war er an der Niederschlagung eines Streiks der Stahlarbeiter in Gary in Indiana beteiligt.
In den 1920er und frühen 1930er Jahren setze er seine Offizierslaufbahn in unterschiedlichen Einheiten und Standorten fort. Dazu gehörten auch Aufgaben als Stabsoffizier in verschiedenen Hauptquartieren. In jenen Jahren besuchte er auch die meisten der oben erwähnten Schulen. Außerdem war er an einigen Militärschulen als Dozent tätig.
Zwischen Juni 1935 und Mai 1936 kommandierte er im Presidio bei San Francisco das 3. Bataillon des 30. Infanterieregiments. Danach gehörte er bis Juli 1937 dem Stab der 4. Armee an. Nach seinem anschließenden Studium am Army War College erhielt er das Kommando über das 1. Bataillon des 2. Infanterieregiments in Fort Sheridan in Illinois. Diesen Posten bekleidete er zwischen dem 7. Juli 1938 und dem 26. Oktober 1939. Daran schloss sich eine Versetzung nach Fort Lewis im Bundesstaat Washington an, wo er bis August 1941 das 15. Infanterieregiment kommandierte.
Ladds nächste Versetzung führte ihn nach Fort Richardson in Alaska, wo er die dortigen amerikanischen Bodentruppen befehligte. In diese Zeit fiel der amerikanische Eintritt in den Zweiten Weltkrieg. Ladd kommandierte zwischenzeitlich auch die Garnison um Fort Glenn, ebenfalls in Alaska. Danach kommandierte er die dortigen alliierten Truppen. Insgesamt war er bis Dezember 1943 in diesen Funktionen im nördlichsten US-Bundesstaat stationiert. Die Mission war heikel, weil zumindest in der Anfangszeit seiner dortigen Tätigkeit jederzeit mit einem japanischen Angriff gerechnet werden musste. Danach kommandierte er bis 1944 das Army Service Force Replacement Depot in Camp Reynolds in Pennsylvania und anschließend bis Februar 1945 das Army Service Force Replacement Depot ebenfalls in Pennsylvania.
Danach wurde er auf den europäischen Kriegsschauplatz versetzt, wo er zwischen Februar und Mai 1945 die amerikanischen Truppen in der Normandie kommandierte. Im Mai 1945 wurde er mit dem Oberbefehl über die 9. Infanteriedivision betraut. Dieses Kommando übte er bis Februar 1946 aus. Die Division war zu jener Zeit Teil der Besatzungstruppen in Deutschland. Bis 1947 gehörte Ladd dem Stab der Ground Forces an (Member of Army Ground Force Board). Anschließend ging er in den Ruhestand.

## Letzte Jahre
Jesse Ladd starb am 14. Dezember 1957 im Letterman Army Hospital in San Francisco an Leukämie und wurde auf dem San Francisco National Cemetery beigesetzt.